# Barnhusbron
Barnhusbron (en français : pont de l'orphelinat) est un pont situé à Stockholm en Suède.

## Description
Barnhusbron relie les quartiers de Norrmalm et Vasastan à Kungsholmen et enjambant Barnhusviken et Klarastrandsleden.
À Norrmalm, le pont Barnhusbron est relié a Tegnérgatan et à Kungsholmen il est relié à Scheelegatan. Barnhusbron a été construit en 1969.
Les ponts voisins sont Kungsbron, Sankt Eriksbron, Stadshusbron, Klarabergsviadukten et Ekelundsbron.
Le pont Barnhus est une structure en béton de 290 mètres de long et de 23 mètres de large.
Il est en béton précontraint à l'exception de deux sections en béton non précontraint à son extrémité est.
La plus longue travée mesure 64,5 mètres de long. Le Barnhusbron a été conçu dans le cadre du Rådmansleden jamais réalisé, ce qui explique sa largeur légèrement surdimensionnée. Une partie de la surface du pont est désormais utilisée pour le stationnement des bus. Dans le projet de Rådmansleden, le pont s'appelait « Tegnérbron » et était l'un des trois ponts prévus au-dessus de Barnhusviken dans une grande zone de circulation partagée.
La hauteur élevée du pont est également due à un projet non réalisé : placer le Klarastrandsleden sur un viaduc au-dessus des voies ferrées.
Comme la rue Barnhusgatan, le pont Barnhusbron doit son nom à l'orphelinat qui était jusqu'en 1885 dans des locaux situés dans la partie orientale de l'ilôt actuel de Barnhuset.